# Chalmaison
Chalmaison és un municipi francès, situat al departament del Sena i Marne i a la regió d'Illa de França. L'any 2007 tenia 687 habitants.
Forma part del cantó de Provins, del districte de Provins i de la Comunitat de comunes Bassée-Montois.

## Demografia

### Població
El 2007 la població de fet de Chalmaison era de 687 persones. Hi havia 242 famílies, de les quals 40 eren unipersonals (20 homes vivint sols i 20 dones vivint soles), 81 parelles sense fills, 117 parelles amb fills i 4 famílies monoparentals amb fills.
La població ha evolucionat segons el següent gràfic:
Habitants censats

### Habitatges
El 2007 hi havia 279 habitatges, 246 eren l'habitatge principal de la família, 23 eren segones residències i 10 estaven desocupats. 275 eren cases i 2 eren apartaments. Dels 246 habitatges principals, 221 estaven ocupats pels seus propietaris, 20 estaven llogats i ocupats pels llogaters i 4 estaven cedits a títol gratuït; 14 tenien dues cambres, 36 en tenien tres, 66 en tenien quatre i 129 en tenien cinc o més. 207 habitatges disposaven pel capbaix d'una plaça de pàrquing. A 100 habitatges hi havia un automòbil i a 127 n'hi havia dos o més.

### Piràmide de població
La piràmide de població per edats i sexe el 2009 era:
| Homes | Edats   | Dones |
| ----- | ------- | ----- |
| 0     | 95 o +  | 0     |
| 0     | 90 a 94 | 0     |
| 0     | 85 a 89 | 0     |
| 4     | 80 a 84 | 8     |
| 16    | 75 a 79 | 12    |
| 4     | 70 a 74 | 4     |
| 12    | 65 a 69 | 12    |
| 12    | 60 a 64 | 20    |
| 4     | 55 a 59 | 4     |
| 24    | 50 a 54 | 36    |
| 24    | 45 a 49 | 12    |
| 40    | 40 a 44 | 24    |
| 36    | 35 a 39 | 40    |
| 16    | 30 a 34 | 24    |
| 4     | 25 a 29 | 12    |
| 12    | 20 a 24 | 8     |
| 36    | 15 a 19 | 28    |
| 28    | 10 a 14 | 32    |
| 44    | 5 a 9   | 20    |
| 8     | 0 a 4   | 16    |

## Economia
El 2007 la població en edat de treballar era de 449 persones, 332 eren actives i 117 eren inactives. De les 332 persones actives 304 estaven ocupades (173 homes i 131 dones) i 27 estaven aturades (16 homes i 11 dones). De les 117 persones inactives 22 estaven jubilades, 63 estaven estudiant i 32 estaven classificades com a «altres inactius».

### Ingressos
El 2009 a Chalmaison hi havia 266 unitats fiscals que integraven 778 persones, la mediana anual d'ingressos fiscals per persona era de 19.279 €.

### Activitats econòmiques
Dels 13 establiments que hi havia el 2007, era d'una empresa de fabricació d'elements pel transport, d'una empresa de fabricació d'altres productes industrials, 3 d'empreses de construcció, 4 d'empreses de comerç i reparació d'automòbils, d'una empresa immobiliària, 2 d'empreses de serveis i d'una entitat de l'administració pública.
Dels 3 establiments de servei als particulars que hi havia el 2009, 1 era un paleta i 2 electricistes.
L'any 2000 a Chalmaison hi havia 6 explotacions agrícoles.

## Equipaments sanitaris i escolars
El 2009 hi havia una escola maternal integrada dins d'un grup escolar amb les comunes properes formant una escola dispersa, una escola elemental i 1 escola elemental integrada dins d'un grup escolar amb les comunes properes formant una escola dispersa. Chalmaison disposava d'un col·legi d'educació secundària amb 17 alumnes.

## Poblacions més properes
El següent diagrama mostra les poblacions més properes.